# Sajmište koncentrationslejr
Sajmiste koncentrationslejr (serbisk: Концентрациони логор Сајмиште, tysk: Semlin Judenlager) var en tysk drevet koncentrationslejr i udkanten af Beograd, i den den Uafhængige Stat Kroatien (i dag Novi Beograd kommune i Beograd, Serbien, etableret i december 1941 og lukket i september 1944. Majoriteten af dræbte i Sajmiste koncentrationslejr var serbiske jøder.

## Oprettelse
I 1941 erobrede aksemagterne Kongeriget Jugoslavien og delte landet op i flere enheder og marionetstater. Beograd blev hovedstad i Serbien syd for Sava og Donau, som formel blev styret af regeringen i Milan Nedić, men i virkeligheden administreredes af nazistiske tropper. Srem på venstre bred af Sava floden, kom under kontrol af marionetstaten Kroatien, mens det tilstødende Banat var under direkte tysk kontrol. Besætterne søgte at "løse" jødespørgsmålet i Serbien. Den oprindelige plan var at udvise mandlige jøder til lejre i Donaudeltaet eller koncentrationslejre i Tyskland. Men da de planlagte øerne blev oversvømmet, spurgte tyskerne den kroatiske Ustaše (og fik deres aftale) for at have Sajmište som transitlejr for de serbiske jøder.

## Massedrab med afgasning fra lastbiler
SS-Gruppenfuehrer Harold Turner og de andre nazister, der er ansvarlige for lejren var naturligvis ligeglade med, hvor mange mennesker døde, da planen var at myrde alle mennesker i øst alligevel, og jo færre der behøvede at blive transporteret jo lettere ville det være at dræbe de overlevende når de kom frem. Men da det viste sig, at det ikke var muligt at transportere folk så tidligt som Turner og de andre havde håbet, blev det besluttet at dræbe folk i lejren i Serbien. De måder, hvorpå dette skulle ske var kulilteforgiftning, med udstødningen fra forbrændingsmotorer. Følgelig arrangerede lejrens myndigheder med deres overordnede i Berlin at få en gas varevogn sendt til Beograd. (Gas varevogne havde allerede været brugt i Polen og andre steder til at gasse folk med). Fra marts til maj 1942 brugte nazisterne en gas varevogn til at dræbe alle jøder i Sajmište. Det tegnede sig for næsten alle jøder i Serbien. (Af den serbiske jødiske befolkning på 16.000, myrdede nazisterne cirka 14.500.) De fleste af de overlevende blev enten er skjult af serbiske venner eller havde sluttet sig til partisanerne.

## Ødelæggelse af bevismateriale
I november 1943 ankom SS-Standartenführer Paul Blobel, lederen af Aktion 1005 (senere henrettet for sine talrige forbrydelser mod menneskeheden), til Beograd for at organisere ødelæggelse af beviser for de nazistiske forbrydelser i Sajmište koncentrationslejr. Planen, der var udtænkt af Heinrich Himmler, da krigen vendte sig mod Tyskland, var at grave ligene af mordofrene op og brænde dem. Blobel organiserede en enhed på 50 Sicherheitspolizei og tysk militærpoliti, og 100 jødiske og serbiske fanger til at udføre denne grusomme opgave. Lignende aktioner blev gennemført på omtrent samme tid på andre steder, hvor nazisterne havde myrdet og begravet et stort antal mennesker, f.eks. ved Rumbula i Letland og Belzec udryddelseslejr i Polen.

## Efterspil
I 1944 blev Sajmište ramt af amerikanske bombefly. Ved bombningen dræbtes 80 mennesker og 170 såredes i lejren. Bombemålet var en nærliggende jernbanestation.
Sajmište blev erklæret "Kulturarv af byen Beograd" i 1987, og et monument blev rejst den 21. april 1995. I 2013 blev et historisk center til minde om ofrene indrettet.